# 朱堦
朱堦（？—1618年），字伯芝，號丹轩，河南汝寧府固始县人，明朝政治人物。

## 生平
万历三十一年（1603年）癸卯科河南乡试举人，三十二年（1604年），登甲辰科进士，初授知县，三十七年行取，丁憂，四十三年補御史，奉命巡漕，陳漕运五议，又上漕务二事，再言漕政二事。四十五年巡按浙江，四十六年卒。

## 家族
祖父朱冠，字仲瞻，正德三年进士，官江西按察司佥事。父朱文策，官知县。